# Пежма (село, Архангельская область)
Пежма — село в Вельском районе Архангельской области, административный центр муниципального образования «Пежемское».

## История
Ранее село именовалось по церкви: Богоявленское. Согласно решению Президиума Вельского Районного Совета рабочих, крестьянских и красноармейских депутатов Вельского уезда Вологодской губернии от 19 июля 1929 года были объединены Богоявленский и Боровинский сельские Советы в один сельский Совет с названием «Пежемский». Село Богоявленское было переименовано в село Пежма.

## География
Село расположено в 23 км на юго-запад от Вельска, на левом берегу реки Пежма (приток Ваги).

## Население
| 2002 | 2010 | 2012 | 2014 |
| ---- | ---- | ---- | ---- |
| 528  | ↘481 | ↗551 | ↗585 |

## Инфраструктура
Предприятия, расположенные на территории поселения(со среднесписочной численностью работников) на 1 января 2014 года:
- ООО «Пежма» (64);
- ООО «КаТоД» (6).

В селе расположена электрическая подстанция производственного отделения «Вельские электрические сети» ПС 35/10 № 216 Пежма, питающая все населённые пункты муниципального образования «Пежемское». Введена в эксплуатацию в 1976 году, оснащена двумя трансформаторами 1,6 МВА.

## Достопримечательности
В селе находится Храм Богоявления Господня  Объект культурного наследия № 2900373001(1806 года постройки) — кирпичная церковь с декором в стиле классицизма, с запада к основному четверику примыкают обширная трапезная и колокольня 1897—1904 годов постройки. В 1933 году была закрыта и использовалась в хозяйственных целях. В 1990-е годы закрылся склад совхоза, располагавшийся в церкви и сделан проект её реставрации. 30 июня 2009 года начались работы по ремонту церкви, продолжающиеся по текущий период.
Церковь Флора и Лавра — Деревянная, обшитая тёсом, церковь 1754 года постройки. Стояла к югу от Богоявленской церкви. В 1936 году закрыта и передана сельсовету под клуб, а впоследствии как общежитие для студенческих отрядов. Полностью сгорела в 1986 году.

### Карты
- Пежма на карте Wikimapia